# Luciano Sgrizzi
Luciano Sgrizzi est un pianiste et claveciniste italien né à Bologne le 30 septembre 1910 et mort à Monte-Carlo, le 11 septembre 1994.

## Biographie
Luciano Sgrizzi commence ses études musicales dès l'âge de sept ans et obtient le diplôme de piano au Liceo Musicale de Bologne à douze ans. Il entreprend alors immédiatement une tournée de cent concerts à travers l'Italie et l'Amérique du Sud. Il étudie ensuite l'orgue et la composition, cette dernière sous la direction de Luigi Ferrari-Trecate (diplômes en 1930), et obtient un nouveau diplôme de piano au conservatoire de Parme en 1931.
En total désaccord avec le régime fasciste, il quitte l'Italie et durant plusieurs années il voyage en Europe. Durant cette période, de 1934 à 1937 il suit aussi les cours de musicologie et de composition d'Albert Bertelin à Paris où il rencontre Léonce de Saint-Martin, organiste de Notre-Dame de Paris et Georges Migot.
En 1938, il s'installe en Suisse.
Jusqu'en 1947, date à laquelle il devient pianiste et organiste attitré de la Radio Suisse Italienne de Lugano, il se consacre principalement à la composition, puis s'intéresse plus particulièrement au clavecin et à la musique ancienne, sans toutefois abandonner son premier instrument.
Lorsqu'il découvre le clavecin, à l'âge de 36 ans, il est si fasciné par cet instrument qu'il décide de s'y consacrer et d'étudier la musique ancienne. Il est un des membres fondateurs de la Società Cameristica di Lugano, dirigée par Edwin Loerher, et joue avec cet ensemble entre 1950 et 1960.
Parallèlement à son activité de musicien, il consacre ses loisirs à la littérature (il tient la critique littéraire dans la presse suisse et à la radio) et reçoit même un prix pour une pièce radiophonique.
Sa contribution à la musicologie le fait remarquer pour ses travaux dédiés à Monteverdi (7e et 8e livres de madrigaux) et au Laudario di Cortone.
Luciano Sgrizzi participe, en tant que pianiste et claveciniste, à de nombreux festivals européens, mais, en 1960, il abandonne la composition pour se vouer à la transcription et à l'édition d'œuvres italiennes des XVIIe et XVIIIe siècles.
En 1970, il perd un œil, ce qui ne l'empêche pas de poursuivre son œuvre de musicologue et de concertiste ni de continuer à enregistrer.
En 1974, il abandonne son poste à la Radio Suisse Italienne.
Considéré comme un des plus grands interprètes de la musique du XVIIIe siècle, il enregistre de nombreux disques, qui lui valent d'obtenir, à sept reprises, le Grand Prix du Disque de l'Académie Charles-Cros. Parmi ses enregistrements les plus marquants, on peut citer l'intégrale des concerti de Vivaldi-Bach pour clavecin seul ainsi que les sonates de Scarlatti, ces dernières ayant été saluées comme un évènement discographique : Grand Prix 1965 de l'Académie du disque français, Grand Prix 1965  Edison, Grand Prix des discophiles 1965 (ORTF).
En 1980, il reçoit le titre de Commendatore dell'Ordine al Merito della Reppublica Italiana et, en 1985, Jack Lang, ministre français de la Culture, lui confère le titre d'officier dans l'Ordre des Arts et des Lettres.
Il passe les dernières années de sa vie sur la Riviera française où il meurt, à Monte-Carlo, le 11 septembre 1994.

## Distinctions
- Officier de l'ordre des Arts et des Lettres